# Mineola (Nowy Jork)
Mineola – miejscowość na prawach wsi w Stanach Zjednoczonych na wyspie Long Island, w stanie Nowy Jork. Siedziba administracyjna hrabstwa Nassau na obszarze dawnej prerii Hempstead Plains.